# Хоптяр Степан Іванович
Степа́н Іва́нович Хоптяр (рос. Степан Иванович Хоптяр; нар. 23 січня 1921, Гробина, Проскурівський повіт, Подільська губернія, УСРР — пом. 29 квітня 1945, біля Жар, Польська Народна Республіка) — учасник Другої світової війни, Герой Радянського Союзу.

## Біографія
Народився 23 січня 1921 р. в селянській родині в селі Гробина на Поділлі (нині у складі селища Ярмолинці). Українець. Після закінчення 7 класів працював у колгоспі.
У 1940 р. був призваний на строкову службу до лав РСЧА. Після німецького вторгнення в СРСР, опинився у складі діючої армії.
29 січня 1945 року навідник зброї 493-го винищувально-протитанкового артилерійського полку (13-а армія, 1-й Український фронт) комсомолець сержант Хоптяр серед перших зі знаряддям форсував річку Одер у районі міста Штейнау, відбив контратаку противника. А у наступні дні відбив ряд ворожих контратак у районі населених пунктів Ранзен та Герцогсвальдау, завдавши ворогу значних втрат техніки. За виявлену доблесть був представлений до найвищої нагороди:
Сержант Хоптяр у боях із німецькими загарбниками показав геройство та відвагу. На рахунку тов. Хоптяр є спалених танків — 9, бронетранспортерів — 4, солдатів і офіцерів — 65, машин з боєприпасами — 12.
У боях при форсуванні річки Одер 29.01.1945 року знаряддя т. Хоптяр перше з батареї переправилося через річку, відбило контратаку 8 танків з десантом автоматників, знищивши у своїй 4 танка, до 20 солдатів противника, взято у полон 7 солдатів противника.
У боях при оволодінні населеними пунктами Ранзен, Герцогсвальдау 30.01.1945 року та переслідуванні противника навідник Хоптяр знищив 3 танки та 3 бронетранспортери, до 45 солдатів та офіцерів противника. Зброя, де навідником тов. Хоптяр вирвалося попереду піхоти і наздогнало колону автомашин. Розрахунок з ходу розгорнув зброю, і т. Хоптяр спалив 12 автомобілів з вантажами і боєприпасами, змусивши ворога залишити ще до 30 машин.
Противник 31 січня і 1 лютого 1945 року зробив ряд нічних контратак танками та піхотою. Навідник т. Хоптяр у ніч із 31.01.45 на 1.02.45 відбив 3 контратаки. Противник ще раз здійснив контратаку, пустивши 11 танків, 5 бронетранспортерів та до роти піхоти.
Навідник Хоптяр, коли в розрахунку вийшли всі снаряди, озброївся трьома протитанковими гранатами, підбив 2 танки та 1 бронетранспортер, а розрахунком знищив 5 танків та 3 бронетранспортери, до 60 солдатів та офіцерів.
Навідник Хоптяр не вгамувався своїми успіхами. Захопивши із собою 2 протитанкові гранати, т. Хоптяр наздогнав 2 танки та спалив їх протягом декількох хвилин.
За виявлене геройство у бою т. Хоптяр гідний найвищої урядової нагороди — присвоєння звання «Герой Радянського Союзу».
Командир 493-го винищувально-протитанкового полку підполковник Вілінський
5 лютого 1945 року
Оригінальний текст (рос.)
Сержант Хоптяр в боях с немецкими захватчиками показал геройство и отвагу. На счету у тов. Хоптяр имеется сожженных танков — 9, бронетранспортеров — 4,  солдат и офицеров — 65,  автомашин с боеприпасами — 12. В боях при форсировании реки Одер 29.01.1945 года орудие т. Хоптяр первое из батареи переправилось через реку, отразило контратаку 8 танков с десантом автоматчиков, уничтожив при этом 4 танка, до 20 солдат противника, взято в плен 7 солдат противника. В боях при овладении населенными пунктами Ранзен, Герцогсвальдау 30.01.1945 года и преследовании противника наводчик Хоптяр уничтожил 3 танка и 3 бронетранспортера, до 45 солдат и офицеров противника. Орудие, где наводчиком тов. Хоптяр, вырвалось впереди пехоты и настигло колонну автомашин. Расчет с ходу развернул орудие, и т. Хоптяр сжег 12 автомашин с грузами и боеприпасами, заставив противника бросить еще до 30 автомашин. Противник 31 января и 1 февраля 1945 года предпринял ряд ночных контратак танками и пехотой. Наводчик т. Хоптяр в ночь с 31.01.45 на 1.02.45 отразил 3 контратаки. Противник еще раз предпринял контратаку, пустив 11 танков, 5 бронетранспортеров и до роты пехоты. Наводчик Хоптяр, когда у расчета вышли все снаряды, вооружился тремя противотанковыми гранатами, подбил 2 танка и 1 бронетранспортер, а расчетом уничтожил 5 танков и 3 бронетранспортера, до 60 солдат и офицеров. Наводчик Хоптяр не успокоился своими успехами. Захватив с собой 2 противотанковые гранаты, т. Хоптяр настиг 2 танка и сжег их в течение нескольких минут.
За проявленное геройство  в бою т. Хоптяр достоин высшей правительственной награды — присвоения звания «Герой Советского Союза».
Командир 493-го истребительно-противотанкового полка подполковник Вилинский
5 февраля 1945 года
Указом Президії Верховної Ради СРСР від 10 квітня 1945 року за зразкове виконання бойових завдань командування на фронті боротьби з німецькими загарбниками та виявлені при цьому відвагу та геройство сержанту Хоптяру Степану Івановичу було присвоєно звання Героя Радянського Союзу.
Загинув 29 квітня 1945 року. Похований у братській могилі у місті Жари (Польща).

## Меморіалізація
Іменем Степана Хоптяра названо поле неподалік села Сутківці Ярмолинецького району Хмельницької області.